# 最高位戦日本プロ麻雀協会
最高位戦日本プロ麻雀協会（さいこういせんにほんプロマージャンきょうかい）は、競技麻雀の職能団体。略称は「最高位戦」。代表新津潔（2022年9月現在）。麻雀のタイトル戦である「最高位戦」（1976年創設）を運営する団体として1985年に発足した。
これまで東京本部のみで運営していたが、2013年より関西本部、2014年より北海道本部が発足。さらに2016年より東海支部、2017年より新潟支部、2020年より九州本部、2022年には東北支部が発足するなど全国展開しつつある。
また、2025年には最高位戦USA本部が設立され、海外展開も進められている。
1981年設立の日本プロ麻雀連盟、1997年設立の麻将連合、2001年設立の日本プロ麻雀協会は、いずれも最高位戦に参加していたプロが袂を分かつ形で設立した競技団体である。

## 概要
最高位戦は、1976年に創設されたが、第1期（1976年）から第9期（1984年）までは竹書房発行の麻雀専門誌『近代麻雀』（現在は廃刊。現存する同名の麻雀劇画誌とは別物）によって主催・運営され、同誌の誌上タイトル戦だった。しかし『近代麻雀』が編集方針の変更等の理由により、最高位戦の主催・運営を打ち切ったため、第10期（1985年）から団体名を『日本麻雀最高位戦』として、参加選手による自主運営という形で開催されるようになり、これが現在の組織の母体となっている。2013年に現在の『一般社団法人最高位戦日本プロ麻雀協会』の団体名になった。
かつては日本プロ麻雀連盟における「麻雀格闘倶楽部」や「ロン2」、日本プロ麻雀協会における「セガ四人打ち麻雀MJ」のように団体が協力する有力なオンライン麻雀ゲームを持たなかったため、一般の麻雀ファンとの直接の接点となるメディアへの露出が少なかった。しかし、最近は後発のオンライン麻雀ゲーム「Maru-Jan」「雀ナビ四人麻雀オンライン」との提携を行ったり、2017年稼働の「セガNET麻雀 MJ Arcade」に日本プロ麻雀協会所属選手、麻将連合-μ-所属選手、RMU所属選手共々参戦しているほか、麻雀に特化したSNSである「はこてんパラダイス」(2018年にサービス終了)に多くのプロが参加するなど、一般ファンとの接点を拡げる活動を積極的に行っている。また、2013年からニコニコ生放送「スリーアローズチャンネル」で、麻将連合-μ-、日本プロ麻雀協会、RMUの団体と共に、タイトル戦から競馬予想など麻雀とは関係がないバラエティ番組まで多種多様な放送を展開している。2023年2月には、自前の最高位戦スタジオを設立し、公式対局を発信している。

## 組織
| 役員 代表 ：新津潔 副代表：近藤誠一 \| 理事 - 石橋伸洋 - 園田賢 - 鈴木聡一郎 - 坂本大志 - 中郡慧樹 - 浅井裕介 - 野口みちる \| 理事補佐 - 有賀一宏 - 猿渡陽一郎 - 粟野大樹 - 田渕百恵 - 柴田恵里 - 神原健宏 \| 0000 \| 0000 \| 顧問 - 飯田正人（名誉顧問、2012年死去） - 阪元俊彦（名誉顧問） - 清水昭（名誉顧問） - 土田浩翔（特別顧問・北海道本部顧問） |                                                                              |      |      |
| 理事 - 石橋伸洋 - 園田賢 - 鈴木聡一郎 - 坂本大志 - 中郡慧樹 - 浅井裕介 - 野口みちる | 理事補佐 - 有賀一宏 - 猿渡陽一郎 - 粟野大樹 - 田渕百恵 - 柴田恵里 - 神原健宏 | 0000 | 0000 |

## 主な所属選手

### 男性
代表、副代表、理事、理事補佐、顧問タイトル獲得者は上部
- 新津潔(代表)
- 近藤誠一(副代表)(A1)
- 石橋伸洋(理事)(B1)
- 園田賢(理事)(A1)
- 鈴木聡一郎(理事)(A2)
- 坂本大志(理事)(A1)
- 中郡慧樹(理事)(C3)
- 浅井裕介(理事)(B1)
- 有賀一宏(理事補佐)(B1)
- 猿渡陽一郎(理事補佐)(B2)
- 粟野大樹(理事補佐)(C2)
- 神原健宏(理事補佐)(C3)
- 今村順平(関西本部事務局長)(A2)
- 河内宗史(事務局)(D1)
- 阪元俊彦(名誉顧問)(D3)[4]
- 清水昭(名誉顧問)
- 土田浩翔(特別顧問・北海道本部顧問)
- 金子正輝(特別会員)
- 宇野公介(B1)
- 村上淳(A1)
- 水巻渉(A1)
- 佐藤崇(B1)
- 新井啓文(A1)
- 醍醐大(A1)
- 石井一馬(A1)
- 中嶋和正(A2)
- 今西祐司(B2)
- 鈴木優(東海支部支部長)(A1)
- 木村誠(B2)
- 川上貴史(B2)
- 坂本宗瞳(B2)
- 竹内元太(A1)
- 牧野伸彦(A1)
- 友添敏之(B1)
- 小澤孝紀(北海道A)
- 鷲見智和(北海道本部長)(北海道A)
- 中屋敷実太(B1/関西本部)
- 酒井一興(A2/関西本部)
- 山田独歩（独歩 三代目天鳳位）(A2)
- 伊藤高志(B1/関西本部)
- 小池諒(C1/東海支部)
- 長谷川来輝(北海道A)
- 平島晶太(B1)
- 平野透(B1)
- 小原アルト(北海道A)
- 岩澤圭佑(B2)
- 本長浩斗(C2/関西本部)
- 小田直人(D2/関西本部)
- 鈴木たろう(A1)
- 村中啓太(北海道A)
- 小川瑠以(C3)
- 山崎淑弥(A2)
- 伊藤英一郎（特別会員）
- 嶋村俊幸(特別会員)
- 須藤泰久(C3)
- 齋藤真史
- 淵田壮
- 浅野剛
- 大柳誠
- 佐野秀一(C2)
- 篠原健治(B2)
- 沖野立矢
- 曽木達志(C1)
- 石崎光雄(B1)
- 依田暢久(C2)
- 太田安紀(A1)
- 山内雄史
- 秋田大介(D2)
- 設楽遙斗(A2)
- 武田哲也
- 白鳥ケイタロウ(C3)
- 平賀聡彦(A2)
- 嶋村恭介(C1)
- 菊崎善幸(C2)
- 土井孝輝(D3)
- 池田純一郎
- 田中巌
- 藍島翔(A2)
- 小山直樹(B1)
- 坂井秀隆(A1)
- 竹内朋之(B1)
- 中邨光康(B1)
- 平林祐
- 仲山真史
- 柾木太志(C3)
- 大関忍(B2)
- 齋藤巧也(B2)
- 石田時敬(A2)
- 河野直也(A2)
- 松本敦(D3)[4]
- 吉村昌敏(C1)
- 竹内暁彦(C1)
- 谷翼(D2)
- 柿木賢太郎(C2)
- 海老沢稔(B2)
- 下山和生
- 鳥居裕一(C1)
- 西川隆史(C3)
- 下山進一(C3)
- 安房嵩朗(B1)
- 山家輝生(北海道C2)
- 高倉武士
- 草野佳宏
- 大森康弘(B2)
- 小平崇弘(B1)
- 高塚茂樹(C2)
- 松原悠一(C3)
- 本多大将(D1)
- 村井諒(B2)
- 男澤寛太(B2)
- 佐々木康彦
- 塩原貴文(B1)
- 丸山雄史(C3)
- 伊藤翔(D3)
- 岡本克也(C3)
- 須田渉(D2/新潟支部)
- 関翔太郎(A2/東海支部)
- 冨木賢吾(B1)
- 中村誠志(関西本部)
- 麻生邦昭(D2)
- 奥田瑛一(B2)
- 品川直(A2)
- 立花裕(A2)
- 松宮暖(C3)
- 八尾圭祐(D2)
- 和田竜洸(C1)
- 中村春(関西本部)
- 藤田雅徳(関西本部)
- 伊藤聖一(北海道B)
- 岩崎真(北海道C1)
- 植木淳宏(北海道B)
- 大島智(北海道A)
- 太田元基(北海道A)
- 木村元一(北海道B)
- 松野秀也(北海道本部)
- 松本泰輝(B2)
- 相澤征児(D2)
- 越山剛(赤坂ドリブンズ監督)
- 原周平(A2)
- 守屋潤
- 渡邊高志(C3)
- 高木雄介(C2/関西本部)
- 萱場貞二(B1)
- 今中正宗(C2)
- 津田岳宏(A1)
- 原悠介(C3)
- 新野竜太(C1)
- 渡辺拓馬(B2)
- 土屋和樹(C3)
- 浜田修(B1)
- 小俣賢介(北海道B)
- 相川誠(北海道C2)
- 井上祐希(A2)
- 光永尚詩(B2)
- 佐野央(B1)
- 木村翼(北海道C1)
- 辻崇洋(北海道C1)
- 宮川玄(C2)
- 新田諭史(D1)
- 神尾亮(C3)
- 前山浩之(D2)
- 矢後誠(関西本部)
- 青木隆一(D2)
- 伊藤勝也(B1)
- 柴山良太(C3/東海支部)
- 山口幸紀(B2)
- 新島雄一郎(B2/関西本部)
- 西田智彦(B2/関西本部)
- 有賀利樹(A2)
- 塩澤彰大(B2)
- 開田健仁(C1)
- 竹中雄哉(B2/関西本部)
- 阿部柊太朗
- 本間健滋(北海道A)
- 大石康平(東海D1)
- 中里隆義(C2)
- 持留敏夫(D3/東海支部)
- 梶谷悠介(B2)
- 山口昌宏(D3)
- 馬場翔平(A2)
- 稲脇大地(D2/関西本部)
- 大竹史祐(D3/東海支部)
- 平根瑞大(東海C1)
- 河合良直(東海C3)
- 岡本拓(北海道C1)
- 大谷健一(北海道A)
- 佐藤正武(北海道本部)
- 鍋島照典(北海道本部)
- 溝渕智也(C2/新潟支部)
- 長場毅(新潟D3)
- 松田猛(D2/新潟支部)
- 朝倉康心（ASAPIN 初代･11代天鳳位）(A2)
- 園田倖太(C2)
- 山本丈一郎(D2)
- 平島洋太(B1)
- 堀弘幸(C2)
- 坪井智史
- 森戸拓馬(C3)
- 野島英紀(C2)
- 井原康太郎(C1)
- 井上浩佑(B2/関西本部)
- 藤井崇文(東海C3)
- 増田陽介(新潟支部)
- 窪田諒介(新潟D3)
- 中嶋紀之(新潟D3)
- 大坂裕之(北海道C2)
- 丸田響(D1)
- 佐々木大地(D1)
- 五十嵐進(D2)
- 山本慶治(D3)
- 藤田明人(D3)
- 杉田久貴(関西C3)
- 斎藤幸伸(新潟支部)
- 若山俊文(C3)
- 小野田猛(D2/新潟支部)
- 谷口翔平(北海道本部)
- 嵯峨寛彬(C1)
- 穴水亮(D1)
- 阿部健太郎(C2)
- 杉浦敬司(D3)
- 永島大樹(D3)
- 多喜田翔吾(B2)
- 蓮尾知輝(C3)
- 矢田光司(D3)
- 守屋大輝(C1)
- 張一陽(C2)
- 長谷川祐亮(D1)
- 池崎晴軌(C1)
- 小林恭平(関西本部)
- 天ヶ瀬雅樹(D2/関西本部)
- 川岸恵介(北海道C2)
- 佐藤貴雅(北海道A)
- 小野正樹(東海支部)
- 東山翔輝(C2)
- 本田晃一(北海道B)
- 加藤浩高(D2/東海支部)
- 山本潤(東海D3)
- 河内盛将(C3/東海支部)
- 小齊英嗣(東海D3)
- 久住直人(B2)
- 田中恭平(D1)
- 知久貴文(D2)
- 秋山志都(D3)
- 臼田悦久(D1)
- 南智幸(C1)
- 福岡達(北海道本部)
- 菊地三朗(C3)
- 高橋亮太郎(D2)
- 岩崎浩介(D2)
- 小口武晴(B2)
- 黒川和也(C2)
- 日名子聡一(C2)
- 宮副浩一(B2)
- 柳沼丈博(D2)
- 山本大貴(C2)
- 石田陽介(C3)
- 後藤隆示(C2)
- 南雲みなと(D1)
- 播健太郎(C3/関西本部)
- 吉元恭平(D3/関西本部)
- 永井孝典(D1/関西本部)
- 平野貴彦(D1/東海支部)
- 永井裕朗(D3/東海支部)
- 田中裕一郎(C3/東海支部)
- 吉田健一郎(C1)
- 天池亮太(東海D1)
- 宮本大輔(D3/東海支部)
- 服部勇輝(東海D3)
- 諌山隆平(D1/東海支部)
- 石橋達也(D3)
- 森本匡一(関西本部)
- 雄鹿晋太郎(D3)
- 富谷友皓(D1/関西本部)
- 七種大稀(関西D3)
- 水谷太陽(D2/関西本部)
- 坂本航樹(C2/関西本部)
- 瀬山洸允(C3)
- 池田悠斗(C3)
- 近藤俊輔(C3)
- 鈴木憲彦(C2)
- 斉藤圭介(D1)
- 東舘壮晃(D3)
- 星拓郎(D1)
- 中原大(C2)
- 中山謙一(D2)
- 荒牧謙治(D1)
- 都築誠(D1)
- 渡辺賢一(D2)
- 久田賢太(C1)
- 成田裕和(C2)
- 松本和也(D1)
- 七夕信吾(C3)
- 藤野啓幸(D3)
- 小林蓉平(D3)
- 高倉拓馬(C1)
- 小野房幹雄(C3)
- 下埜大之(B2)
- 折戸建三(U-NEXT Piratesマネージャー、D2)
- 永山聡一朗(D3)
- 岸大智(D1)
- 安冨良活(D1)
- 堰合成幸(北海道C2)
- 今田昇輝(D1/関西本部)
- 石津辰一郎(D3/九州本部)[4]
- 小林雅也(D1)
- 白石宏司(D2/九州本部)
- 多和遥輝(D2)
- 鶴浩昭(D1/九州本部)
- 松石豪(D1/九州本部)
- 三坂宏太朗(D3/九州本部)
- 吉見峰明(D3/九州本部)
- 川崎貴夫(D1)
- 高島魁斗(D3)
- 浅倉優也(C2)
- 後藤悠(C2)
- 田上周(D2)
- 水沢優太(C3)
- 田中航(C1)
- 田中祥平(D2)
- 山中北斗(D1)
- 伊藤大貴(北海道C2/新潟支部)
- 北村謙太(D3)
- 高橋聖一(D1)
- 丹誠也(C3)
- 品川龍之介(C3)
- 北原駿介(D1/関西本部)
- 木下貴誉志(D1/関西本部)
- 前田大翔(D2/関西本部)
- 石井亮太(D3/関西本部)
- 平山駿介(D3/関西本部)
- 中谷一巧(東海支部)
- 中神翔平(D3/東海支部)[4]
- 内藤岳(C3/東海支部)
- 山崎光龍(D1)
- 今井伸吾(D1)
- 南亮吉(C3/関西本部)
- 渕田將(C1)
- 片野明(D2)
- 黒河誠司(C1)
- 白祥明(D1)
- 山埜亮一(D1)
- 菊田慎二(D1)
- 土屋和樹(C3)
- 有馬隼人(D1)
- 竹内智域(C2)
- 野間田純(D3)
- 山下晋夫(C1)
- 高橋昇司(D2)
- 石田良輔(B2)
- 阿部亮(D1/東北支部)
- 中曽根慶彦(D3)
- 平尾憲太朗(D1)
- 小林伸平(D1)
- 白木川樹(東海D2)
- 石井航(D2)
- 水野大(D1/東海支部)
- 奥野広椰(北海道B)
- 鈴木正道(北海道B)
- 井上瑞稀(北海道B)
- 加藤正寛(北海道B)
- 福田聖(D3)
- 徳岡明信(C2/関西本部)
- 山本惣一朗(C3)
- 相良英介(九州D3)
- 大畑耀(D1)
- 堂本純輝(D3)
- 杉本瞭太(D3)
- 轟雄太(D2)
- 越後谷一樹(C3)
- 阿部航平(D2)
- 伊藤大輝(D1)
- 古屋敷潤也(D3)[4]
- 小室大樹(D2)
- 尾崎彗(D3)
- 高橋晃広(D3)
- 阪口悠(D1)
- 菊地済(D2)
- 佐橋徹(D1)
- 安田拓真(D3)
- 別所匠(D1)
- 志岐祐大(C2)
- 池ヶ谷颯馬(D3/東海支部)
- 冨圭祐(東海支部)
- 吉野敬太(東海支部)
- 日比琢也(D2/東海支部)
- 岩堀貴仁(D1/東海支部)
- 大田原祐悟(北海道B)
- 小林奏慧(北海道C2)
- 佐藤龍之介(D1)
- 沖中祐也(C1/関西本部)
- 矢野健人(C3)
- 三浦一輝(D2)
- 河野貴大(D1)
- 菅原雄太(D2)
- 横田駿(C2)
- 北澤知大(D2)
- 黒河賢人(D2)
- 頼修広(D3)
- 金村龍一(D1)
- 加賀原翔(D1)
- 森大樹(C3)
- 根本剛(D1)
- 安井正英(D3)
- 後藤哲冶(D2)
- 西野陽向(D3)
- 小林慎吾(D2/関西本部)
- 桜井創(D3)
- 片岡俊輔(D3)
- 平井三成(D3)
- 軽部貴之(D3/九州本部)
- 福本哲也(D2/関西本部)
- 宮下慧一郎(D2/関西本部)
- 高橋遼汰(D2/関西本部)
- 小林優太(C3)
- 春野和(D2)
- 今村大樹(D1)
- 井ノ口達也(D3)
- 上圭太(D3)
- 柳澤直樹(D3)[4]
- 輿友浩(D3)[4]
- 西薗匡人(D2)
- 原英多(D2)
- 村松泰志(D3)
- 古川真輝(D3)[4]
- 宮下史也(D1/東海支部)
- 若色良樹(C2)
- 郡山裕章(東海支部)
- 古川健太(D3)
- 工藤尚行(北海道B)
- 鳥山航(D3)
- 石井和希(D3/東北支部)
- 庄子康平(D1/東北支部)
- 高橋徹(C3/東北支部)
- 佐山晴之介(D3/東海支部)
- 川嶋恭平(D1/九州本部)
- 古橋寛樹(D2/九州本部)
- 瀬戸凌也(D2)
- 古澤卓也(D3/新潟支部)
- 池内智明(D2/関西本部)
- 岩間湧希(D3/関西本部)
- 上杉和也(関西本部)
- 岡田涼太(D3/関西本部)
- 熊川凌輔(D1/関西本部)
- 鳥山由也(D2/関西本部)
- 浜口歩(D1/関西本部)
- 浜脇理久(D3/関西本部)
- 藤谷友邦(D3/関西本部)[4]
- 眞鍋大嘉(C3/関西本部)
- 岡部拓海(D1/東海支部)
- 小池佑樹(D3)
- 國分健太郎(D3/東海支部)
- 高橋佳佑(D2)
- 水谷俊介(東海D3)
- 前川敏輝(D2/九州本部)
- 近藤秀峰(D3/東北支部)
- 今田昇吾(D2)
- 小林大祈(D2)
- 谷淳之介(D3)
- 玉村直也(C2)
- 富岡泰亮(D3)
- 福島大稀(D2)
- 蓮池佑介(D3)[4]
- 長谷川智弥(D3)
- 堀田健輔
- 星野拓也(C3)
- 和久井裕一(D3)
- 間山一朗(D1)
- 牟田春輝(D1)
- 雨宮正直(D1)
- 猪野流輝(D3)
- 中野慎也(D3)[4]
- 村上広樹(D3)
- 山田一幾(D3)
- 内田英樹(北海道C1)
- 小幡和輝(北海道B)
- 紺野雄輝(北海道C1)
- 唯木慶彦(北海道C2)
- 根元孝彦(北海道C2)
- 水落靖(D1/新潟支部)
- 上出悠月(新潟支部)
- 渡辺太（太くないお・5代目天鳳位）(A2)
- 岡本壮平（おかもと・12代目天鳳位）(B1)
- 谷古宇高也(D3)[4]
- 渡邉光(D3)
- 國井芽(C1)
- 齋藤響(D3)
- 松本和洋(D1)
- 深居利基(D2)
- 田村宗一郎(D2)
- 日向航(D1)
- 迎晃輔(D1)
- 小瀬聡士(D2)
- 山元要(D2)
- 遠藤幹大(D2)
- 井澤清太郎
- 鈴木正史(D3)[4]
- 阿部泰士(D1)
- 深澤舜介(D3)
- 山本和生
- 竹内大也(D3)
- 山口翔太(D3)[4]
- 高橋一彰(D3)
- 齋藤真人(D3)
- 木村将大
- 斉藤海生(D3)
- 清水友貴(D2)
- 古賀靖大(D3)[4]
- 井口明人
- 長井恭介(D3)
- 今野一聖(D3)
- 松本昌幸(D3/東北支部)
- 金野龍人(D3/東北支部)
- 和田真佳(D3/関西本部)
- 野口拓真(D2/関西本部)
- 八原惇(D3/関西本部)
- 厚母宏亮(D3/関西本部)
- 榎屋和希(D3/関西本部)
- 後藤拓哉(D3/東海支部)[4]
- 清野貴広(D2/東海支部)
- 神谷新吾(D3/東海支部)
- 鈴木峻哉(D2/東海支部)
- 杉原匠(D3/東海支部)
- 鈴木浩平(D3/東海支部)[4]
- 小郷剛(D2/東海支部)
- 柳雄太(D3/九州本部)
- 石橋弘将(九州D2)
- 西田勘汰(D3/九州本部)[4]
- 坂田圭人(D3)[4]
- 冨永智行(北海道C1)
- 尾崎航(北海道C1)
- 奥野悠(北海道B)
- 宿波智(北海道C2)
- 細川一樹(北海道C2)
- 石田光貴(北海道C2)
- 藤井智(D3/新潟支部)
- 岡村敦(D3/新潟支部)
- 吉田稔(D2)
- 仲江敏郎(D3)
- 吉田航(D3)
- 池戸勇人(D3)[4]
- 長久保拓海
- 日向修平(D3)[4]
- 羽生遼(D2)
- 福田拓朗
- 平林祥太(D2)
- 六分一洋輔(D1)
- 赤坂泰成
- 中南朋也(D3)[4]
- 森大和(D2)
- 神崎崇(D2)
- 谷中風太(D3)[4]
- 内田幸雄(D3)[4]
- 福本光佑(D3)
- 筒井琢正(D2)
- 阪本達郎(D2)
- 二本柳佑典(D3)[4]
- 斎藤圭佑(北海道C2)
- 葛西一成(北海道C1)
- 山本浩(北海道C1)
- 金子享平(D3)
- 宗拓也(D2/九州本部)
- 飯田爽人(D1/九州本部)
- 新居廉太郎(D3)[4]
- 小松大樹(D3/関西本部)
- 山城遼平(D3)
- 三浦大輝(D2)
- 原義明(東海支部研修生)
- 岩松巧磨(D3)
- 大山勝秀(D2/東北支部)
- 平澤元気(C1)
- 石橋弘次(D3)
- 菅和馬
- 石川遥久
- 安松亜紋(D2)
- 小山健悟(D3)
- 小笠原樹(D3)[4]
- 五百森正恭(D3)[4]
- 加々見健太
- 長瀬文太
- 箕浦直樹(D3)
- 星雅人
- 光弘航太郎
- 林輝幸
- 田中淑(D2)
- 山谷祥平(D2)
- 栗丸陸(D3)
- 李博史(D2)
- 天野建(D3)
- 赤畑和樹
- 白賀琢己(D3)
- 糸原一輝
- 高芝樹(D2)
- 古澤魁斗(D3)
- 天川裕之(D3)[4]
- 辻本士恩(D2)
- 松下龍介(D3)[4]
- 越野雄大(D3)[4]
- 福海湧
- 有馬大樹
- 天堂瑞生
- 加藤寛貴(D3)
- 塩野一毅(D3)[4]
- 森下翔太(北海道C2)
- 大野敦志(北海道C2)
- 櫻井隆志(北海道C2)
- 小林遼真(D3)[4]
- 森俊輝
- 小楠大貴
- 酒井俊幸(D3)[4]
- 石川亮明
- 余珏江(D3)
- 塚本卓朗(D3)[4]
- 畑内健志(D3)
- 八重畑雅裕
- 馬場健治
- 杉山秀樹
- 黃亭熙
- 菊地康平(D3)
- 桜庭郁弥(D3)
- 本田元輝(D3)
- 梅村泰成(D3)
- 秋田雅貴(D3)
- 水上嵐詩(D3)
- 横田淳也(D3)
- 河野綾太(D3)
- 宮本光貴
- 中村航
- 木村克之(D3)
- 藤原一宏(D3)
- 橋下颯太(D3)
- 山根智史(D3)
- 仲佐和貴
- 鈴木嵩士
- 藤田鵬生
- 新留悠平(D3)
- 佐々木亮太(D3)
- 片寄晴彦(D3)
- 沖原弘基
- 丹原一稀(D3)
- 田中大基(D3)
- 西村侑資
- 櫛田涼斗
- 堀田翔紀
- 佐上峻作(D3)
- 安田岳(D3)
- 坂巻純也(D3)
- 高橋大樹(D3)
- 末藤大輔(D3)
- 中山田颯士(D3)
- 小島虎太郎
- 撫養太希
- 長坂有祐(D3)
- 九之池雄登
- 近藤楓也
- 西村将(D3)
- 近藤弘基(D3)

### 女性
理事、理事補佐、タイトル獲得者は上部
- 野口みちる(理事)
- 田渕百恵(理事補佐)(B2/女流A)
- 柴田恵里(理事補佐)(D1/女流C)
- 渡辺洋香(女流B)
- 山口まや
- 茅森早香(女流B)
- 根本佳織(D3/女流A)
- 小池美穂(C2/女流A)
- 宮本祐子(女流B)
- 石井あや(女流B)
- 西嶋千春(女流A)
- 内間祐海(女流B)
- 日向藍子(B1/女流B)
- 大平亜季(B1/女流B)
- 相楽美佳
- 伊藤奏子(北海道C1/女流B)
- 木崎ゆう(関西本部/女流C)
- 相川まりえ(関西B2/女流A)
- 松井夢実(B2/女流B)
- 谷崎舞華(D1/女流A)
- 菅野真由(D1/女流B)
- 小宮悠(D1/女流A)
- いわますみえ(女流A)
- 須山いづみ
- 江森るり子
- 須田春恵(D1)
- 野添ゆかり(女流A)
- 葉月たまみ(C3)
- 鳥越智恵子(D2/女流A)
- 浅見真紀(C3/女流A)
- 桐生美也子
- 中里春奈(C2/女流C)
- 元島明子(D1/女流C)
- 太野奈月(A2)
- 足木優(女流B)
- 植村里菜(B2/女流C)
- 満井あゆみ(女流A)
- 塚田美紀(D3/女流B)
- 遠山智子(D3/東北支部)
- 千代ちせ(女流C)
- 森本輝美
- 飯沼紗菜可(D2/女流A)
- 今西むつき(D1/女流A)
- 勝間和代
- 猪股幸枝(D1/女流A)
- 足立玲(C3/関西本部/女流C)
- 高橋樹里
- 寺西真美(D3)
- 木村明佳吏(D1/女流B)
- 辻百華(C2/女流A)
- 吉田葵(女流A)
- 久保田絢香(北海道C1/女流C)
- 神崎愛(関西D3/女流C)
- 水島望美(関西D3)
- 金子美智子(C3/女流B)
- 上平茉実(D3/女流C)
- 藤崎英里香
- 久須田ゆか(北海道C2/女流C)
- 瑞原明奈(女流A)
- 安達瑠理華
- 丸山奏子(C1/女流A)
- 佐々木櫂(D2)
- 小渕佑子(関西本部)
- 今村彩香(D3/東海支部)
- 鶴海ひかる(C1)
- 酒寄美咲(女流B)
- 中野ありさ(D3/東海支部/女流C)
- 大園綾乃(C2/東海支部/女流C)
- 橋本柊子(北海道本部)
- 高岡凛(北海道本部)
- 倉岡薫(北海道B/北海道女流C)
- 生沼紗織(D2)
- 羽月まりえ(C2/女流A)
- 園部琴子(女流B)
- 中野るい(北海道C2/女流C)
- 仲原舞美(D3)
- 金子愛
- 佐久間英美(女流C)
- 若林佑加(D3/女流C)
- 梶田琴理(D2/女流B)
- 梅沢恵(D3/女流B)[4]
- 北畠美智代(D2/東北支部)
- 前田舞(D2/東海支部/女流C)
- 本間悠子(D2/女流C)
- 日高砂里(D2)
- 庄司和恵(女流C)
- 梶梨沙子(C1/女流C)
- 藤田みゆき(D3)
- 西川由実子(女流C)
- 青山あや(北海道C2)
- 雨宮める
- 西川莉子(女流C)
- 小西雅(D3/関西本部/女流C)
- 熊谷幸子(D3/女流C)[4]
- 竹田有希(D3/女流C)
- 高津柚那(D2/東海支部/女流B)
- 川端由紀(九州本部)
- 華村実代子
- 鈴木夢乃
- 佐伯菜子(C3/女流C)
- 坂上優子(女流C)
- 石毛亜理沙(女流B)
- 神尾美智子(D3/女流B)[4]
- 杉原由佳理(D3/東海支部/女流B)[4]
- 鈴木沙也香(D3/女流B)
- 佐藤あや(D3/関西本部/女流C)
- 木村瑠璃(女流C)
- 杉山安澄(D3/東北支部/女流C)
- 久保木愛(女流C)
- 栗本杏奈(D3/東海支部/女流B)
- 新榮有理(D2/東海支部/女流A)
- 佐藤芽衣(D2/東海支部/女流C)
- 高橋未希(東海支部/女流C)
- 桑田彩花(D3/関西本部/女流C)
- 青木麻衣
- 鈴木綾(D3/女流C)
- 鶴田彩夏(D3/女流C)
- 松尾理歩(D3)
- 舞田苑香(D3/女流C)[4]
- 宮城菜緒(D3/女流C)
- 加藤臣(北海道C1/女流C)
- 白川桃子(北海道C1/女流C)
- 吉田紗弓(北海道本部)
- 徳岡依里南(女流C)
- 神田美咲(女流C)
- 坂部春華(D3/関西本部/女流C)[4]
- 山本千鶴
- 川嶋美晴(東海支部/女流C)
- 伊藤安奈(北海道C2/女流C)
- 廣瀬允子(D3)
- 湯浅侑希(D2)
- 土門愛(北海道C2/女流C)
- 柳れな(D3/関西本部)[4]
- 東川夕佳(D3/東海支部/女流C)
- 斎藤小波(女流C)
- 瀬戸ういか(D3/女流C)
- 秦梨菜
- 中井唯
- 佐野ひなこ
- 織田いちか
- 木場遥夏(D2/女流C)
- 神崎紗也香(D3/女流C)
- 野島渚
- 成宮沙羅
- 永間さちこ(女流C)
- 羽田暁音(女流C)
- 木村しおり(北海道C2/女流C)
- 河野美幸(北海道C2/女流C)
- 敷嶋みなみ(東海支部/女流C)
- 木本有香
- 早瀬慧
- 中村純子
- 大畠夏奈(D3)
- リンカイアン
- 景山夏(D3)
- 中村亜香梨
- 景山結
- 豊島海羅
- 徳山琴乃
- 日浦由紀子

## 過去に所属していたプロ
- 飯田正人（名誉顧問、2012年死去）
- 上野龍一（2013年死去）
- 小林未沙(Mリーグ・公式実況)
- 塚本泰隆(渋谷ABEMAS監督)
- 武中真(現:日本プロ麻雀協会)
- 長村大(現:日本プロ麻雀連盟)
- 谷井茂文(現:RMU)
- 佐々木英人(現:RMU)
- 佐藤かづみ(RMUに移籍後退会)
- 秋葉啓之(現:RMU)
- 初音舞(現:RMU)
- 鈴木智憲(現:RMU)
- 三橋浩太(現:麻将連合)
- 清水昭
- 古久根英孝
- 尾崎公太
- 谷一貴（わっしょい2号・21代目天鳳位）
- 高田将広(現:高田まさひろ)
- 北島朋子(現:日本プロ麻雀協会)
- あおい(日本プロ麻雀協会移籍後退会)
- 関谷遼(日本プロ麻雀協会移籍後退会)
- 紺谷博(現:麻将連合)
- 荒井芳昭
- 沖ヒカル(現:日本プロ麻雀連盟)
- 綾つかさ
- 和田聡子
- 張敏賢
- 朱相日
- 近藤加那子
- 中村英樹
- 末吉由佳
- 樋口栄佳
- 鈴木隆将
- 神崎ちろ[注 2]
- 袖澗宏樹
- 田上信吾
- 宇佐美うみ(現:日本プロ麻雀協会)
- 松本浩司
- 柳まお
- 栗田恭宏
- 伊藤駿
- 四家知之
- 中島魁里
- いおり
- 鈴木桃子(現:日本プロ麻雀協会)
- 齋藤敬輔(現:齋藤けーすけに改名後、日本プロ麻雀協会)
- 川本舞美(現:日本プロ麻雀協会)
- 松島力也(現:松島リキヤへ改名後、日本プロ麻雀協会)
- 川村俊平(現:日本プロ麻雀協会)
- 清田力夫(現:日本プロ麻雀協会)
- 村松海斗(現:日本プロ麻雀協会)
- 山田佳帆(現:日本プロ麻雀協会)
- 千島誠斗(現:日本プロ麻雀協会)
- 森本俊介
- 飯沼雅由(現:日本プロ麻雀協会)
- 田村翔梧(現:日本プロ麻雀協会)
- 楠橋思(現:日本プロ麻雀協会)
- 池田紗羅(現:神志名紗羅へ改名後、日本プロ麻雀協会)
- 島田優(現:日本プロ麻雀協会)
- 渡辺健太郎(日本プロ麻雀協会移籍後退会)
- 目木隼人(現:日本プロ麻雀協会)
- 佐藤聖誠(日本プロ麻雀協会に移籍後退会)
- 中村日明(現:日本プロ麻雀協会)
- 奥村一真(現:日本プロ麻雀協会)
- 桐生れいか(現:日本プロ麻雀協会)
- 入川尚平(現:日本プロ麻雀協会)
- 井川拓郎(現:日本プロ麻雀協会)
- 与那城葵(現:日本プロ麻雀協会)
- 松田麻矢(現:日本プロ麻雀協会)
- 松島和也(現:松島カズヤへ改名後、日本プロ麻雀協会)
- 田口芽依(現:火野ハルナへ改名後、日本プロ麻雀協会)
- 髙木七奈江(現:七奈江へ改名後、日本プロ麻雀協会)
- 麻倉ひな子
- 吉田光太(現:日本プロ麻雀連盟)
- 松島浩太(現:松島コータへ改名後、日本プロ麻雀協会)
- 稲川佳汰
- 井田和希
- 吉田昇平
- 丘崎志織
- 石部紫隆
- 渕上翔平
- 中谷一巧
- 松山由希
- 松尾康孝
- 高島芽衣(現:日本プロ麻雀協会)
- 舩木駿一
- 池田佑
- 小坂梓恩
- 高倉武士
- 浜崎卓哉
- 三ヶ島幸助(現:RMU)
- 竹下諒
- 福田大志
- 内村幸樹

## 主催タイトル戦・主催イベント

### 主要タイトル戦
最高位戦
1976年に創設され、全プロ団体でも最古のタイトル戦。昇降級ありのリーグ戦で実施され、団体最高峰タイトルの位置づけ。
前年度最高位と、最上位であるA1リーグの1位〜3位が、最高位決定戦を行い、その期の最高位を決定する。
現最高位は石井一馬
飯田正人杯・最高位戦Classic
2006年に創設されたタイトル戦。最高位戦で第22期まで使用されていた「一発・裏ドラなし」の、旧最高位戦ルールを採用。
創設当初は自団体プロのみのタイトル戦だったが、第3期より他団体へのプロにも出場資格が開放された。
現Classicは石井一馬
發王戦（りゅうおうせん）
1992年に創設され、団体内で2番目に古いタイトル戦である。同じ面子で規定回数の半荘を打ち、上位2名が勝ち上がっていくトーナメント制を採用。
一般アマチュアや、他団体のプロにも参加資格がある。
現發王位は有賀一宏
新輝戦
2017年創設。自団体所属者のみ参加可能で、現行の「最高位戦ルール」、旧ルール「Classicルール」、赤ドラを使用する「赤ありルール」を採用しているのが特徴。
新津潔の「新」と金子正輝の「輝」の2字をとって命名された。
現新輝は竹内元太
蒼翼戦（そうよくせん）
2024年創設。タイトルホルダー・リーグ戦優勝・次期A1リーガー・Mリーガーなどによる、いわゆる選抜大会。
現蒼翼位は石井一馬

### 女流タイトル戦
女流最高位戦
2001年創設、自団体所属女流のリーグ。団体の女流であれば、最高位戦・女流最高位戦、両方のリーグに参加も可能。
昇降級ありのリーグ戦で実施されるが、下位リーグでも優勝すれば挑戦者決定プレーオフに出場できるのが特徴で、入会から1期での女流最高位奪取も可能。
現女流最高位は瑞原明奈
女流名人戦
『月刊プロ麻雀』主催の大会として1984年に開始された。2010年（第15期）より最高位戦主催となり、大会システムが一新された。
プロ・アマ混合のオープンタイトル戦として開催されており、一発・裏ドラありの最高位戦ルールを採用している。
現女流名人位は逢川恵夢 (日本プロ麻雀協会）

### その他タイトル戦
新人王戦
2012年（第37期）より新設。第36期までは、最高位戦B1リーグ首位昇級者へ「新人王」の称号が与えられていたが、新たにタイトル戦として争われる。  出場資格については以下の通り。
1. 「入会5年目かつ35歳未満」「30歳未満」のいずれかを満たすこと
2. 上記条件を満たしていても「所定のタイトル戦優勝者」「Aリーグ経験者」のいずれかを満たす場合は、出場できない

現新人王は小川瑠以

### その他リーグ戦・イベント
プロアマリーグ
各本部・支部にて、プロとアマチュアが混在で実施されるリーグ戦。2019年現在、東京・関西・東海・北海道においては、「最高位戦ルール」「Classicルール」の2リーグ。新潟は「最高位戦ルール」の1リーグ。
アマチュアが優勝や上位入賞で、タイトル戦予選免除や、プロアマリーググランドチャンピオン大会・アマ最高位戦などの出場権が得られる。
また、参加プロが上位入賞した場合は、所属組が上昇する可能性があるなど、プロ側にもメリットを設けている。
現アマ最高位は小西隆之(2016年以来2回目)
最高位戦ペアマッチ
自団体のプロに加え、他団体のプロ・業界外の著名人・非プロ業界関係者・アマ強豪などを迎え、2人1組のペアで戦う新年イベント。
ベストドレッサー賞も設けられており、コスプレで参加する参加者が多いのも特徴。
特別昇級リーグ
リーグ総数の増加に伴い、下位リーグ所属者により大きいチャンスを与える目的で2014年（第39期）に創設された。
最高位戦リーグにおける上位昇級や、他タイトル戦の上位入賞などにより参加権利が得られる。
特別昇級リーグの成績により、最高でB1リーグに飛び級することができる。
関西王者決定戦
2017年から始まったタイトル戦で関西本部・東海支部所属の選手に出場権利があり、以下の選抜方法により5名を選抜し、2日間に渡り最高位戦ルールで対局を行い、優勝者は「関西王者」の栄誉を手に入れる。
現関西王者は酒井一興
北海道王者決定戦
2019年から始まったタイトル戦で北海道Aリーグの上位4名に出場権利があり、最高位戦ルールで行う。ディフェンディング制は採用していない。
現北海道王者は鷲見智和(2019年以来2回目)

## 歴代タイトルホルダー
| 年度 | 最高位戦 | 最高位戦                               | Classic | Classic             | 發王戦     | 發王戦              | 新輝戦 | 新輝戦      | 女流最高位 | 女流最高位    | 女流名人位 | 女流名人位        | 新人王 | 新人王          | アマ最高位 | アマ最高位 |
| 年度 | 期       | 最高位                                 | 期      | 優勝者              | 期         | 發王位              | 期     | 新輝        | 期         | 女流最高位    | 期         | 女流名人位        | 期     | 新人王          | 期         | アマ最高位 |
| ---- | -------- | -------------------------------------- | ------- | ------------------- | ---------- | ------------------- | ------ | ----------- | ---------- | ------------- | ---------- | ----------------- | ------ | --------------- | ---------- | ---------- |
| 1976 | 1        | 灘麻太郎(順位率部門) 川田隆(得点部門） |         |                     |            |                     |        |             |            |               |            |                   |        |                 |            |            |
| 1977 | 2        | 田村光昭                               |         |                     |            |                     |        |             |            |               |            |                   |        |                 |            |            |
| 1978 | 3        | 小島武夫                               |         |                     |            |                     |        |             |            |               |            |                   |        |                 |            |            |
| 1979 | 4        | 小島武夫(2)                            |         |                     |            |                     |        |             |            |               |            |                   |        |                 |            |            |
| 1980 | 5        | 田村光昭(2)                            |         |                     |            |                     |        |             |            |               |            |                   |        |                 |            |            |
| 1981 | 6        | 狩野洋一                               |         |                     |            |                     |        |             |            |               |            |                   |        |                 |            |            |
| 1982 | 7        | 大隈秀夫                               |         |                     |            |                     |        |             |            |               |            |                   |        |                 |            |            |
| 1983 | 8        | 青野滋                                 |         |                     |            |                     |        |             |            |               |            |                   |        |                 |            |            |
| 1984 | 9        | 金子正輝                               |         |                     |            |                     |        |             |            |               |            |                   |        |                 |            |            |
| 1985 | 10       | 佐藤孝平                               |         |                     |            |                     |        |             |            |               |            |                   |        |                 |            |            |
| 1986 | 11       | 金子正輝(2)                            |         |                     |            |                     |        |             |            |               |            |                   |        |                 |            |            |
| 1987 | 12       | 金子正輝(3)                            |         |                     |            |                     |        |             |            |               |            |                   |        |                 |            |            |
| 1988 | 13       | 西田秀幾                               |         |                     |            |                     |        |             |            |               |            |                   |        |                 |            |            |
| 1989 | 14       | 飯田正人                               |         |                     |            |                     |        |             |            |               |            |                   |        |                 |            |            |
| 1990 | 15       | 飯田正人(2)                            | 發王戦  | 發王戦              |            |                     |        |             |            |               |            |                   |        |                 |            |            |
| 1991 | 16       | 飯田正人(3)                            | 期      | 發王位              |            |                     |        |             |            |               |            |                   |        |                 |            |            |
| 1992 | 17       | 飯田正人(4)                            | 1       | 田中英知（連盟）    |            |                     |        |             |            |               |            |                   |        |                 |            |            |
| 1993 | 18       | 徳久英人                               | 2       | 新津潔              |            |                     |        |             |            |               |            |                   |        |                 |            |            |
| 1994 | 19       | 井出洋介                               | 3       | 伊東一              |            |                     |        |             |            |               |            |                   |        |                 |            |            |
| 1995 | 20       | 飯田正人(5)                            | 4       | 原浩明（麻将）      |            |                     |        |             |            |               |            |                   |        |                 |            |            |
| 1996 | 21       | 五十嵐毅                               | 5       | 原浩明(2)（麻将）   |            |                     |        |             |            |               |            |                   |        |                 |            |            |
| 1997 | 22       | 岩川聖基                               | 6       | 伊藤優孝（連盟）    |            |                     |        |             |            |               |            |                   |        |                 |            |            |
| 1998 | 23       | 飯田正人(6)                            | 7       | 伊藤優孝(2)（連盟） | 女流名人位 | 女流名人位          |        |             |            |               |            |                   |        |                 |            |            |
| 1999 | 24       | 金子正輝(4)                            | 8       | 土井泰昭（協会）    | 女流最高位 | 女流最高位          | 期     | 女流名人位  |            |               |            |                   |        |                 |            |            |
| 2000 | 25       | 飯田正人(7)                            | 9       | 佐々木慶太（連盟）  | 期         | 女流最高位          | 1      | 杉本勝子    |            |               |            |                   |        |                 |            |            |
| 2001 | 26       | 古久根英孝                             | 10      | 吉田幸雄（連盟）    | 1          | 渡辺洋香            | 2      | 天路圭子    | アマ最高位 | アマ最高位    |            |                   |        |                 |            |            |
| 2002 | 27       | 古久根英孝(2)                          | 11      | 菊池俊幸（101）     | 2          | 山口まや            | 3      | 梅崎左池子  | 期         | アマ最高位    |            |                   |        |                 |            |            |
| 2003 | 28       | 飯田正人(8)                            | 12      | 菊池俊幸(2)（101）  | 3          | 山口まや(2)         | 4      | 加藤木英子  | 1          | 寺本喜一      |            |                   |        |                 |            |            |
| 2004 | 29       | 尾崎公太                               | Classic | Classic             | 13         | 藤中慎一郎（連盟）  | 4      | 山口まや(3) | 5          | 清水奈津子    | 2          | 加藤將            |        |                 |            |            |
| 2005 | 30       | 古久根英孝(3)                          | 期      | 優勝者              | 14         | 瀬戸熊直樹（連盟）  | 5      | 根本佳織    | 6          | 川原玲子      | 3          | 上窪晃            |        |                 |            |            |
| 2006 | 31       | 張敏賢                                 | 01      | 立川宏              | 15         | 竹内孝之（協会）    | 6      | 根本佳織(2) | 7          | 清水奈津子(2) | 4          | 前田東吾          |        |                 |            |            |
| 2007 | 32       | 張敏賢(2)                              | 02      | 飯田正人            | 16         | 石野豊（協会）      | 7      | 根本佳織(3) | 8          | 竹内成子      | 5          | 津田一臣          |        |                 |            |            |
| 2008 | 33       | 飯田正人(9)                            | 03      | 下出和洋（麻将）    | 17         | 水巻渉              | 8      | 根本佳織(4) | 9          | 小谷ナナ      | 6          | 西村健志          |        |                 |            |            |
| 2009 | 34       | 飯田正人(10)                           | 04      | 坂本大志            | 18         | 土井泰昭（協会）    | 9      | 根本佳織(5) | 10         | 土井裕美子    | 7          | 木村誠            |        |                 |            |            |
| 2010 | 35       | 村上淳                                 | 05      | 村上淳              | 19         | 石橋伸洋            | 10     | 石井あや    | 11         | 近藤加那子    | 新人王     | 新人王            | 8      | 木原孝文        |            |            |
| 2011 | 36       | 石橋伸洋                               | 06      | 宇野公介            | 20         | 佐藤聖誠            | 11     | 茅森早香    | 12         | 奥村知美      | 期         | 新人王            | 9      | 石川貞夫        |            |            |
| 2012 | 37       | 近藤誠一                               | 07      | 松ヶ瀬隆弥（RMU）   | 21         | 佐藤聖誠(2)         | 12     | 花本まな    | 13         | 横井里美      | 37         | 坂本宗瞳          | 10     | 楢原和人(現RMU) |            |            |
| 2013 | 38       | 新井啓文                               | 08      | 木原浩一（協会）    | 22         | 水巻渉(2)           | 13     | 小池美穂    | 14         | 北島朋子      | 38         | 友添敏之          | 11     | 牧野卓人        |            |            |
| 2014 | 39       | 村上淳(2)                              | 09      | 村上淳(2)           | 23         | 水巻渉(3)           | 14     | 大平亜季    | 15         | 眞崎雪菜      | 39         | 川村俊平          | 12     | 兵頭英昭        |            |            |
| 2015 | 40       | 近藤誠一(2)                            | 10      | 石井一馬            | 24         | 中嶋和正            | 15     | 大平亜季(2) | 16         | 小池美穂      | 40         | 前田和也          | 13     | 田澤和也        |            |            |
| 2016 | 41       | 近藤誠一(3)                            | 11      | 飯沼雅由            | 25         | 松本吉弘（協会）    | 16     | 大平亜季(3) | 17         | 真希夏生      | 41         | 鈴木隆将          | 14     | 小西隆之        |            |            |
| 年度 | 最高位戦 | 最高位戦                               | Classic | Classic             | 發王戦     | 發王戦              | 新輝戦 | 新輝戦      | 女流最高位 | 女流最高位    | 女流名人位 | 女流名人位        | 新人王 | 新人王          | アマ最高位 | アマ最高位 |
| 年度 | 期       | 最高位                                 | 期      | 優勝者              | 期         | 發王位              | 期     | 新輝        | 期         | 女流最高位    | 期         | 女流名人位        | 期     | 新人王          | 期         | アマ最高位 |
| 2017 | 42       | 村上淳(3)                              | 12      | 堀慎吾（協会）      | 26         | 石野豊(2)（元協会） | 1      | 今西祐司    | 17         | 西嶋千春      | 18         | 相楽美佳          | 42     | 平野透          | 15         | 一方井潤   |
| 2018 | 43       | 近藤誠一(4)                            | 13      | 長谷川来輝          | 27         | 中嶋和正(2)         | 2      | 村上淳      | 18         | 西嶋千春(2)   | 19         | 中月裕子(協会)    | 43     | 小池諒          | 16         | 関谷洋右   |
| 2019 | 44       | 坂本大志                               | 14      | 森本俊介            | 28         | 白鳥翔（連盟）      | 3      | 山田独歩    | 19         | 西嶋千春(3)   | 20         | 木崎ゆう          | 44     | 松井夢実        | 17         | 篠原啓太   |
| 2020 | 45       | 醍醐大                                 |         | ※                   |            | ※                   | 4      | 村上淳(2)   | 20         | 伊藤奏子      | 21         | 松山由希          | 45     | 岩澤圭佑        |            | ※          |
| 2021 | 46       | 鈴木優                                 | 15      | 平島晶太            | 29         | 仲林圭（協会）      | 5      | 中郡慧樹    | 21         | 内間祐海      | 22         | 小宮悠            | 46     | 小田直人        |            | ※          |
| 2022 | 47       | 竹内元太                               | 16      | 下出和洋(2)（麻将） | 30         | 仲林圭(2)（協会）   | 6      | 粟野大樹    | 22         | 西嶋千春(4)   | 23         | 中月裕子(2)(協会) | 47     | 村中啓太        | 18         | 木造淳     |
| 2023 | 48       | 竹内元太(2)                            | 17      | 伊藤高志            | 31         | 有賀一宏            | 7      | 竹内元太    | 23         | 相川まりえ    | 24         | 谷崎舞華          | 48     | 小川瑠以        | 19         | 小西隆之   |
| 2024 | 49       | 石井一馬                               | 18      | 石井一馬(2)         | 32         | 寿（とし）(アマ)    | 8      | 田中祥平    | 24         | 瑞原明奈      | 24         |                   | 49     | 高倉拓馬        | 20         | 阿部慎司   |

※新型コロナウィルス感染拡大に伴い開催中止